# 黑沙環公園
黑沙環公園（葡萄牙語：Parque Urbano da Areia Preta）是位於澳門花地瑪堂區的半開放式公園，佔地約2萬2千平方公尺，呈L字形。是黑沙環居民主要休憩的地方。2014年時政府提出的澳門輕軌北段走線之一需行經本公園，當時引起不少居民反對。

## 沿革

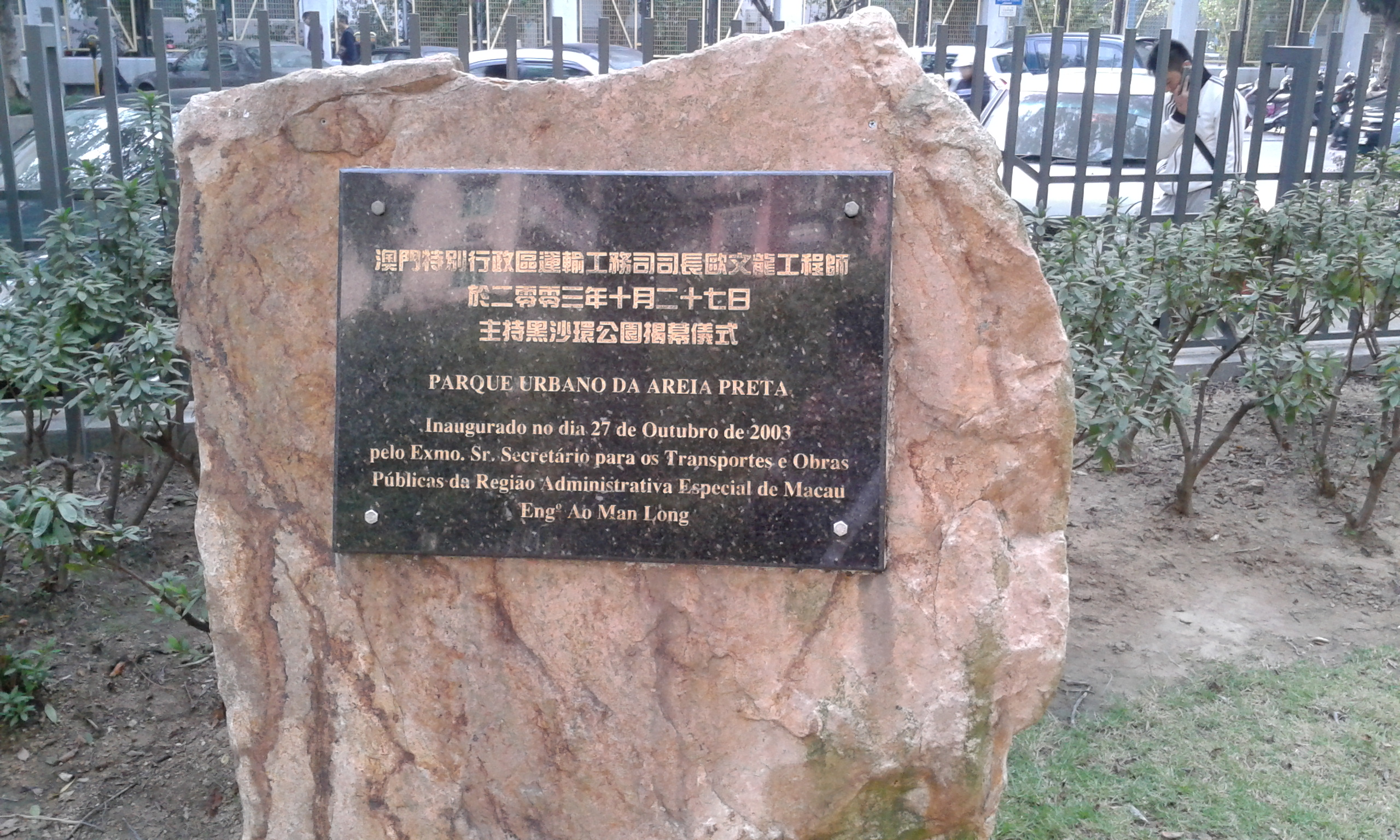
黑沙環公園揭幕紀念碑

黑沙環公園原本只是位於勞動節大馬路與馬場東大馬路的幾幅空置土地，而隨黑沙環區有不少的大型屋苑落成，居住人口增多令居民休憩場地不足的問題開始浮面，於是政府於2002年開始籌建本公園，並於同年展開工程招標工作。
黑沙環公園工程於2003年3月20日正式動工，整項工程耗資1,900萬澳門幣，工期預計約半年。同年10月27日，由時任運輸工務司司長歐文龍爲公園啓用揭幕。佔地28000平方米，呈L形。半開放是指公園可24小時開放，但園內設施（如圖書館）則限時開放。公園原址為黑沙環填海區，近年開闢為公園。園內有多種服務市民及休憩遊樂設，如黑沙環服務站、多功能的露天廣場、綜合運動場、兒童遊樂區、噴水池及仿似雙層金字塔的西式涼亭和蔭棚，亦有黃營均圖書館。
公園內設有不少椰林小道，小巧舒適，大多都鋪上特色的葡式石子，在公園近海處有一天橋可通往黑沙環海濱公園。

## 設施

### 圖書館
黑沙環公園中設有兩座圖書館，分別是黑沙環公園黃營均圖書館和黑沙環公園黃營均兒童圖書館，其中後者是澳門第一所以兒童為對象的圖書館。值得一提，黑沙環公園也是澳門唯一同時擁有兩座圖書館的市政公園。
- 黑沙環公園黃營均圖書館

黑沙環公園黃營均圖書館（葡萄牙語：Biblioteca "Wong Ieng Kuen" no Jardim Areia Preta）為黃營均基金會捐資籌設的第四間公共圖書館，圖書館於2003年開始籌備，同年與黑沙環公園一起建設，於2004年11月15日開始投入運作。圖書館分東西兩翼，啟用時西翼為兒童閱覽區，東翼為圖書及報紙閱覽區，合共80個座位。後來因兒童閱覽區併入黑沙環公園黃營均兒童圖書館而取消了。因而民政總署對圖書館空間進行調整，把西翼更改為一般閱覽區，東翼則增設電子媒體區。
- 黑沙環公園黃營均兒童圖書館

### 其他設施

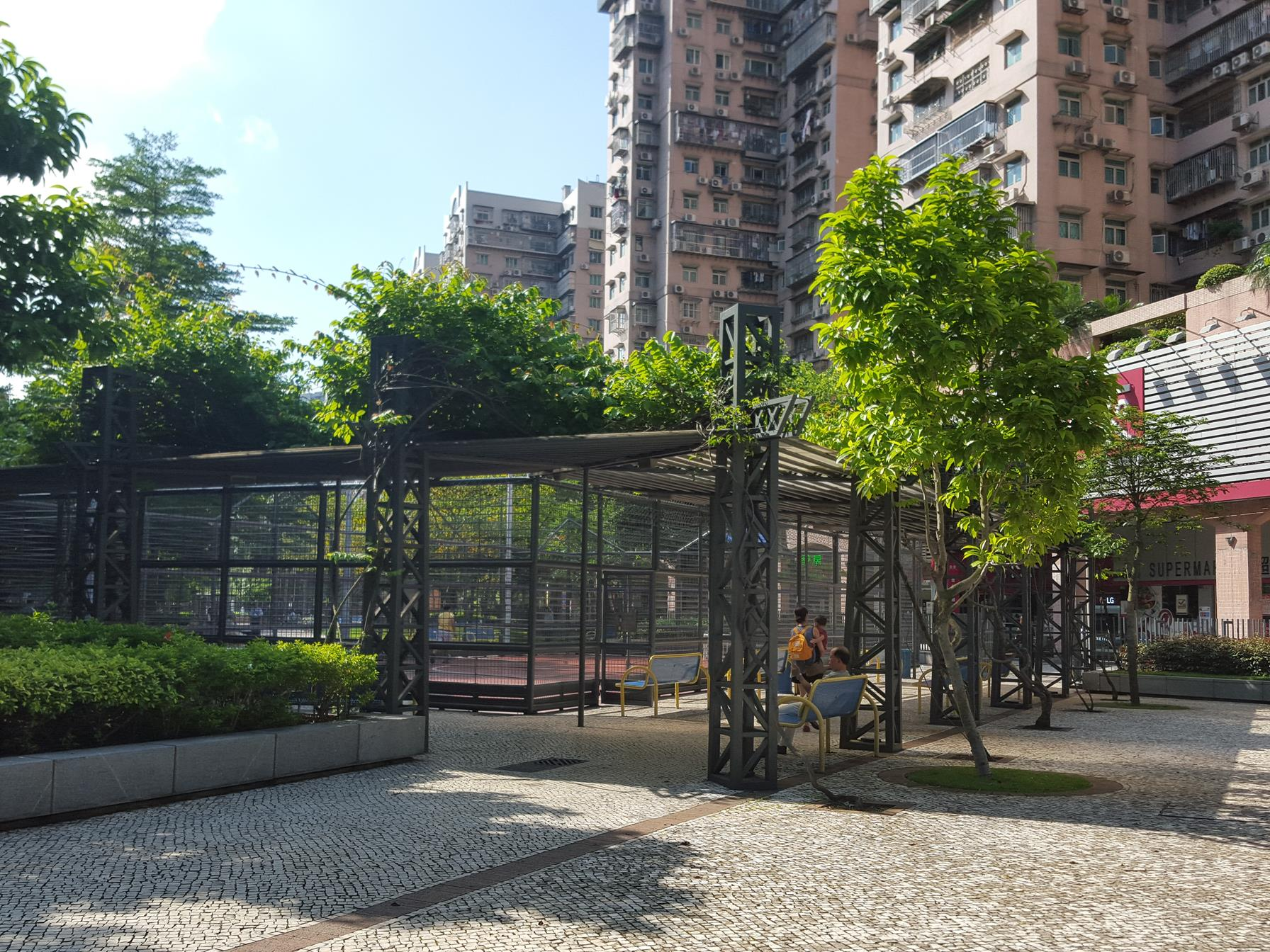
黑沙環公園中一個球場

- 兒童遊戲區
- 綜合運動場
- 小型足球場
- 卵石徑
- 露天廣場
- 噴水池

## 交通

### 巴士
M2 東方明珠總站（Pérola Oriental / Terminal）
路線：2A、7、18A、27
M216 馬場東大馬路（Av. Leste Hipódromo）
路線：17、28C、30、51A
M219 勞動節大馬路（Av. 1º de Maio）
路線：2A、2AS、3A、10B、17S、18、18A、18B、27、51A、73、AP1、N1A
M226 勞動節街／中葡職業技術學校（Rua 1 de Maio / Escola Luso-Chinesa Técnico-Profissional）
路線：2A、3A、18A、30X
M231 馬場東大馬路／黑沙環衛生中心（Av. Leste Hipódromo / Centro de Saúde da Areia Preta）
路線：2AS、73、MT3
M232 勞動節街／裕華（Rua 1 de Maio / Edf. U Wa）
路線：7、27
M235 東北大馬路／保利達（Av. Nordeste / Edf. Poly Tex）
路線：3AX、27、30、34、51A、102X、AP1、MT3
M236 黑沙環中街／黑沙環衛生中心（R. Central da Areia Preta / Centro de Saúde da Areia Preta）
路線：2A、3A、7、17S、18A、27、30X
M247 海上居（La Marina）
路線：2AS、3AX、27、51、51X、73、101X、AP1、AP1X、MT3

## 爭議

### 重建計劃
黑沙環公園重建計劃首次在2014年提出，當時是澳門政府在澳門輕軌《輕軌澳門半島北段公開諮詢》中提出。提出原因是《澳門半島北段諮詢》中勞動節走線會沿著公園行走，會佔用一部分公園的範圍，所以提出發展公園地下空間來補充。
重建計劃是透過遷移公園下方的雨水涵箱來開發東北大馬路和勞動節街之間的黑沙環公園地下空間，利用地下空間增設社區設施、圖書館、體育設施等，使公園面積增加一倍至4萬7千平方米，並且在黑沙環中街和東方明珠街地下興建3層公共停車場，預計提供約450位車位。
計劃提出後，隨即引起不起當地居民的反彈，要求輕軌走線應該改成地下走線或沿海走線，不要破壞區內僅有的綠化及休憩場所。